# 司牡丹酒造
司牡丹酒造株式會社是日本高知县的酿酒公司，創立於1603年。四百年前，江戶時代山內一豐在關原之戰立大功而受封土佐，其首位家臣深尾和泉首重良，創業於佐川俸祿一萬石的城邑。直至1918年成立佐川株式會社。1932年改為司牡丹株式會社。。

## 外部連結
- 司牡丹酒造株式会社（日本）（页面存档备份，存于）（日語）